# Mac McClung
Matthew "Mac" McClung (Kingsport, 6 de janeiro de 1999) é um jogador norte-americano de basquete profissional que atualmente joga no Orlando Magic da National Basketball Association (NBA) e no Osceola Magic da NBA G League.
Ele jogou basquete universitário na Universidade de Georgetown e em Texas Tech.
McClung não foi selecionado no draft da NBA de 2021 e passou um tempo durante a temporada de 2021-22 com o Chicago Bulls e o Los Angeles Lakers. Com o South Bay Lakers da G-League, ele ganhou o Prêmio de Novato do Ano. McClung se juntou ao Delaware Blue Coats para a temporada de 2022–23 e assinou com o Philadelphia 76ers em fevereiro de 2023. Ele venceu o Slam Dunk Contest no All-Star Game de 2023, All-Star Game de 2024 e All-Star Game da NBA de 2025. Ele ganhou o prêmio de MVP da G-League de 2024.

## Primeiros anos
McClung cresceu em Gate City, Virgínia, uma pequena cidade de cerca de 2.000 habitantes na área metropolitana de Tri-Cities, abrangendo a fronteira entre Tennessee e Virgínia, onde inicialmente começou a jogar futebol americano - um esporte muito mais popular do que o basquete no sudoeste da Virgínia. Em uma entrevista em 2018, os membros da sua família lembraram que McClung era extraordinariamente competitivo quando criança. Seu pai, Marcus, disse sobre ele: "Mac nasceu com isso. Se você estiver preparando uma tigela de cereal, ele fará uma competição". Seus pais construíram uma academia no porão de sua casa, inicialmente para sua irmã, mas Mac a usava regularmente enquanto crescia - embora ele fosse tão competitivo que seu pai frequentemente o proibia de ir à academia para permitir que sua irmã se exercitasse sem ser perturbada.
Ele teve sua primeira exposição significativa ao basquete pouco antes de entrar na sétima série, quando sua mãe Lenoir o inscreveu em uma liga juvenil local. Scott Vermillion, que era o treinador de McClung na Gate City High School, relembrou em 2018: "Ele enfiou a cabeça por um minuto e basicamente nunca saiu." McClung logo se interessou mais pelo basquete e começou a treinar para o esporte regularmente, com a esperança de chegar à NBA, e seu pai ficou silenciosamente satisfeito quando ele desistiu do futebol americano após o primeiro ano do ensino médio. De acordo com McClung, sua forma de arremesso melhorou depois que ele quebrou o braço durante o snowboard na oitava série e ele aprimorou a habilidade com Greg Ervin, o ex-técnico da Gate City High.

## Carreira no ensino médio
McClung começou a enterrar em seu segundo ano na Gate City High School. Em 24 de fevereiro de 2017, ele marcou 64 pontos, o recorde de sua carreira, na derrota para Dan River High School no torneio da Virginia High School League (VHSL). Foi o melhor desempenho de pontuação na história da escola e o mais alto entre as escolas públicas da Virgínia desde 1984. Após a temporada, ele teve médias de 29,0 pontos, 5,5 assistências e 3,0 roubos de bola e foi nomeado o Jogador de Basquete Masculino do Sudoeste da Virgínia pelo Bristol Herald Courier. No verão, ele se comprometeu a jogar basquete universitário pela Universidade Rutgers.
Em sua estreia em sua última temporada, ele marcou 47 pontos em uma vitória por 96-43 sobre Lee High School. Entre os presentes estava o técnico principal de Georgetown, Patrick Ewing. McClung quebrou o recorde de pontuação de uma única temporada da Virginia High School League anteriormente detido por Allen Iverson. Ele encerrou sua carreira no ensino médio com o primeiro título estadual de Gate City, marcando 47 pontos na final do campeonato. Os 47 pontos quebraram o recorde de pontuação em uma final de campeonato na Virginia que havia sido detido por JJ Redick. McClung terminou a temporada com 1.153 pontos e 2.801 pontos em sua carreira, também um recorde de todas as classes da Virginia.

### Recrutamento
Antes de sua última temporada no ensino médio, McClung se desligou da Universidade Rutgers. Mais de uma semana depois, ele se comprometeu com Georgetown.
| Nome | Cidade Natal                                  | Escola         | Altura             | Peso           | Data                  |
| --- | --------------------------------------------- | -------------- | ------------------ | -------------- | --------------------- |
| Mac McClung PG | Gate City, VA                                 | Gate City (VA) | 6 ft 2 in (1.88 m) | 175 lb (79 kg) | 15 de Outubro de 2017 |
| Mac McClung PG | Recrutamento: 247Sports: ESPN: ESPN grade: 93 |                |                    |                |                       |
| Classificação geral: 247Sports: 235º |                                               |                |                    |                |                       |
| - Nota: Em muitos casos, Scout, Rivals, 247Sports e ESPN podem entrar em conflito em suas listas de altura e peso, nestes casos, a média foi obtida. A ESPN mede os calouros numa escala de 0 a 100. - Fonte: |                                               |                |                    |                |                       |

## Carreira universitária

### Georgetown (2018–2020)
Em 22 de dezembro de 2018, McClung marcou 38 pontos na vitória por 102–94 sobre Little Rock. Como calouro, ele teve médias de 13,1 pontos, 2,6 rebotes e duas assistências, liderando os calouros da Big East em pontuação. McClung foi nomeado para a Equipe de Calouros da Big East. Em fevereiro de 2020, durante sua segunda temporada, ele perdeu vários jogos devido a uma lesão no pé. McClung jogou apenas 21 partidas devido à lesão e teve médias de 15,7 pontos, 2,4 assistências e 1,4 roubos de bola. Após a temporada, ele se declarou para o Draft da NBA de 2020 e assinou com um agente certificado pela NCAA para manter sua elegibilidade universitária. Em 13 de maio, ele retirou-se do recrutamento e entrou no portal de transferência da NCAA.

### Texas Tech (2020–2021)
Em 27 de maio de 2020, McClung deixou Georgetown e anunciou que se transferiria para Texas Tech. Ele recebeu uma isenção de elegibilidade imediata em 30 de outubro. Em sua estreia na Texas Tech em 25 de novembro, McClung marcou 20 pontos em uma vitória por 101–58 contra Northwestern State. Em sua terceira temporada, ele teve médias de 15,5 pontos, 2,7 rebotes e 2,1 assistências.
McClung entrou no portal de transferências novamente em abril de 2021, ao mesmo tempo em que se declarava para o draft da NBA de 2021. Em maio de 2021, McClung confirmou via Twitter que permaneceria no draft e abriria mão de sua elegibilidade universitária.

## Carreira profissional

### South Bay Lakers (2021)
Depois de não ter sido selecionado no draft da NBA de 2021, McClung se juntou ao Los Angeles Lakers para a NBA Summer League de 2021 e depois assinou um contrato com a equipe em 10 de agosto de 2021. No entanto, ele foi dispensado em 13 de outubro e assinou com o South Bay Lakers da G-League, equipe afiliada do Los Angeles Lakers. A estreia de Mac no South Bay consistiu em 24 pontos, nove assistências e seis rebotes na vitória por 112–105 sobre o NBA G League Ignite em 5 de novembro de 2021.

### Chicago Bulls (2021–2022)
Em 22 de dezembro de 2021, McClung assinou um contrato de 10 dias com o Chicago Bulls. Ele assinou um segundo contrato de 10 dias com eles em 1º de janeiro de 2022. Em 4 de janeiro de 2022, os Bulls designaram McClung para seu afiliado da G-League, o Windy City Bulls. McClung estreou na noite seguinte e registrou 19 pontos e nove assistências na derrota por 112-108 para o Motor City Cruise. Em 6 de janeiro de 2022, McClung foi chamado de volta ao elenco principal.

### Retorno ao Lakers (2022)
Em 11 de janeiro de 2022, após o término de seus contratos de 10 dias, McClung foi readquirido pelo South Bay Lakers. Ele foi nomeado o Novato do Ano da G League de 2021–22.
Em 9 de abril de 2022, McClung assinou um contrato bi-lateral com o Los Angeles Lakers. Em 29 de junho, Los Angeles recusou sua oferta de qualificação, tornando-o um agente livre irrestrito. Ele se juntou ao Lakers para a Summer League de 2022.
Depois de jogar duas partidas pelo Lakers, McClung se juntou ao Golden State Warriors para a Summer League. Em 22 de julho de 2022, McClung assinou um contrato não garantido de um ano com os Warriors. Em 3 de outubro, ele foi dispensado pelos Warriors.
Em 9 de outubro de 2022, o Philadelphia 76ers assinou um contrato com McClung antes de dispensá-lo um dia depois.

### Philadelphia 76ers / Delaware Blue Coats (2022–presente)
McClung se juntou ao Delaware Blue Coats da G-League para a temporada de 2022–23. Ele aceitou um convite para o NBA Slam Dunk Contest de 2023 e se tornou o primeiro jogador da G-League a participar do evento.
Em 14 de fevereiro de 2023, McClung assinou um contrato bi-lateral com o Philadelphia 76ers. Em 18 de fevereiro de 2023, McClung venceu o Slam Dunk Contest perdendo apenas 1 ponto no torneio. Em 7 de abril, ele venceu o título da G-League com os Blue Coats.
Em 9 de abril de 2023, no último jogo da temporada regular dos 76ers, McClung quase registrou um triplo-duplo com 20 pontos, 9 rebotes e 9 assistências em uma vitória sobre o Brooklyn Nets por 134–105.

### Orlando / Osceola Magic (2023–Presente)
Em 13 de setembro de 2023, McClung assinou com o Orlando Magic, mas foi dispensado em 21 de outubro. Em 2 de novembro, ele se juntou ao Osceola Magic da G-League. Em 17 de fevereiro de 2024, McClung venceu o Slam Dunk Contest pelo segundo ano consecutivo, juntando-se a Michael Jordan, Jason Richardson, Nate Robinson e Zach LaVine como os únicos jogadores a vencer em anos consecutivas. Em 5 de abril, ele foi nomeado o MVP da G-League após ter médias de 25,7 pontos, 4,7 rebotes e 6,6 assistências em 27 jogos, marcando mais de 30 pontos em oito deles.
Em 20 de setembro de 2024, McClung renovou com o Orlando Magic e em 19 de outubro, seu contrato foi convertido em um contrato de duas vias.

## Estatísticas da carreira

### NBA

#### Temporada regular
| Ano      | Equipe       | PJ | PT | MPJ  | AP    | 3P   | LL    | RT  | AS  | BR  | TO  | PPJ  |
| -------- | ------------ | -- | -- | ---- | ----- | ---- | ----- | --- | --- | --- | --- | ---- |
| 2021–22  | Chicago      | 1  | 0  | 3.0  | 1.000 | —    | —     | .0  | .0  | .0  | .0  | 2.0  |
| 2021–22  | L.A. Lakers  | 1  | 0  | 22.0 | .400  | .333 | 1.000 | 3.0 | 1.0 | 1.0 | 1.0 | 6.0  |
| 2022–23  | Philadelphia | 2  | 0  | 20.5 | .450  | .364 | .600  | 5.0 | 4.5 | .0  | .0  | 12.5 |
| Carreira | Carreira     | 4  | 0  | 15.1 | .616  | .348 | .800  | 2.6 | 1.8 | .3  | .3  | 6.8  |

### Universidade
| Ano      | Equipe     | PJ | PT | MPJ  | AP   | 3P   | LL   | RT  | AS  | BR  | TO | PPJ  |
| -------- | ---------- | -- | -- | ---- | ---- | ---- | ---- | --- | --- | --- | -- | ---- |
| 2018–19  | Georgetown | 29 | 29 | 26.4 | .392 | .277 | .798 | 2.6 | 2.0 | .8  | .1 | 13.1 |
| 2019–20  | Georgetown | 21 | 20 | 26.8 | .394 | .323 | .802 | 3.1 | 2.4 | 1.4 | .2 | 15.7 |
| 2020–21  | Texas Tech | 29 | 29 | 30.2 | .419 | .343 | .793 | 2.7 | 2.1 | .8  | .3 | 15.5 |
| Carreira | Carreira   | 79 | 79 | 27.8 | .401 | .314 | .797 | 2.8 | 2.1 | 1.0 | .2 | 14.7 |

### G-League
| Ano      | Equipe     | PJ | PT | MPJ  | AP   | 3P   | LL    | RT  | AS  | BR  | TO  | PPJ  |
| -------- | ---------- | -- | -- | ---- | ---- | ---- | ----- | --- | --- | --- | --- | ---- |
| 2021-22  | South Bay  | 26 | 26 | 36.2 | .473 | .374 | .880  | 6.8 | 7.5 | 1.5 | .2  | 21.6 |
| 2021-22  | Windy City | 1  | 1  | 32.0 | .389 | .400 | 1.000 | 4.0 | 8.0 | 1.0 | 1.0 | 19.0 |
| 2022-23  | Delaware   | 19 | 17 | 25.8 | .564 | .488 | .830  | 2.8 | 4.8 | .7  | .3  | 18.4 |
| 2023-24  | Osceola    | 14 | 14 | 35.6 | .470 | .360 | .833  | 4.5 | 5.9 | 1.1 | .1  | 25.2 |
| Carreira | Carreira   | 60 | 58 | 32.4 | .474 | .405 | .885  | 4.5 | 6.5 | 1.0 | .4  | 21.0 |

Fonte:

## Prêmios e Homenagens
NBA
- 3x NBA Slam Dunk Contest champion: 2023, 2024, 2025

## Vida pessoal
McClung é filho de Marcus e Lenoir McClung. Durante seu nascimento, seu cordão umbilical estava bem enrolado em seu pescoço; seu pai relembrou: "Ele estava azul como um Smurf." Os médicos assistentes o libertaram rapidamente e ele se recuperou quase imediatamente. Seus pais se conheceram na Virginia Tech, onde Marcus jogava futebol americano e Lenoir era líder de torcida. Seu pai se tornou advogado, atuando como procurador da Commonwealth no condado de Scott, Virgínia, em 2018, enquanto sua mãe ensinava educação para motoristas na Gate City High. De acordo com uma história de 2018 no The Washington Post, o histórico de seus pais ajudou McClung em suas atividades atléticas. Seu pai serviu como treinador durante grande parte de sua juventude e a família conseguiu colocá-lo em uma equipe de viagens da AAU com sede em Richmond.
Sua irmã Anna, que completou sua carreira no futebol como a maior artilheira de todos os tempos da VHSL, jogou em Florida State e no Tennessee, e seu tio Seth competiu em dois times da Major League Baseball (MLB). Suas tias Correne e Collette jogavam hóquei universitário na primeira divisão; Correne também jogou pela seleção canadense. Seu primo é o rapper Riff Raff.